# جاكلين سامودا
جاكلين سامودا (بالإنجليزية: Jacqueline Samuda) (ولدت في أوتاوا، كندا) هي ممثلة ومخرجة وكاتبة كندية.

## روابط خارجية
- جاكلين سامودا على موقع IMDb (الإنجليزية)
- جاكلين سامودا على موقع ألو سيني (الفرنسية)
- جاكلين سامودا على موقع قاعدة بيانات الأفلام السويدية (السويدية)
- جاكلين سامودا على موقع قاعدة بيانات الفيلم (الإنجليزية)
- جاكلين سامودا على موقع كينوبويسك (الروسية)